# Patrick Sonntag
Patrick Sonntag (* 29. Juni 1989 in Stollberg/Erzgeb.) ist ein deutscher Fußballspieler.

## Karriere
Bis zum 30. Juni 2000 spielte Sonntag als Schüler und Jugendlicher beim TSV Jahnsdorf. Anschließend wechselte Patrick Sonntag in die Nachwuchsabteilung des FC Erzgebirge Aue, wo er seit Juli 2008 zunächst in der Zweiten Mannschaft mitwirkte, bevor er im Mai 2009 erstmals mit der Profimannschaft trainierte und spielte. In den Saisons 2008/09 und 2009/10 absolvierte der gelernte Mittelstürmer, der aber auch im offensiven Mittelfeld spielen kann, insgesamt fünf Spiele für Erzgebirge Aues Drittliga-Mannschaft. Dabei wurde er jeweils in der Endphase der Begegnungen eingewechselt. Sein letzter Einsatz für die Erste Mannschaft datiert vom 7. April 2010. Am 30. Mai 2012 gab der Regionalliga-West-Aufsteiger Sportfreunde Siegen die Verpflichtung von Sonntag für die Saison 2012/13 bekannt. Nach einem Jahr wechselte er in die Regionalliga Nordost zum VfB Auerbach.